# Topolovgrad
Topolovgrad (en bulgare Тополовград) est une ville située dans le sud-est de la Bulgarie. La fête de la ville a lieu le 24 mai.

## Géographie

### Géographie physique
La ville de Topolovgrad est située dans le sud de la Bulgarie, à 295 km à l'est-sud-est de Sofia et à proximité de la frontière avec la Turquie.

### Géographie humaine
| 1946  | 1956  | 1965  | 1975  | 1985  | 1992  | 2001  | 2005  | 2010  |
| ----- | ----- | ----- | ----- | ----- | ----- | ----- | ----- | ----- |
| 6 668 | 6 958 | 6 620 | 7 218 | 7 339 | 7 386 | 6 703 | 6 918 | 5 542 |

,
La ville est le chef-lieu de la commune de Topolovgrad, qui fait partie de la région de Khaskovo.

## Histoire
Les fouilles archéologiques ont révélé la présence d'habitats datant de la Préhistoire. Toutefois, la première mention relative au village de Kavaklou (actuel Topolovgrad) figure dans un registre fiscal ottoman datant de 1492-1493 : il indique la présence de 33 familles, toutes musulmanes. Dans la seconde moitié du XVIe siècle, la localité est mentionnée en tant que village habité par quelques personnes alors qu'au début du XVIIe siècle, lors de sa transformation en vakif du sultan Bayazid II, il est habité par 104 familles chrétiennes. Des populations chrétiennes s'installent massivement dans la région, à compter du milieu du XIXe siècle. Le village de Kavakli - majoritairement peuplé de Slaves chrétiens - s'agrandit et devient un centre viticole, commercial et de production artisanale. Chaque automne se tient une foire au bétail et aux produits artisanaux.
Lors de la Guerre russo-turque de 1877-1878, les armées du tsar libèrent la ville en janvier 1878. Intégrée au nouvel État bulgare, par le Traité de San Stefano (1878), elle est finalement rattachée, par le Traité de Berlin de 1878, à la province autonome de Roumélie orientale, laissée sous autorité ottomane. Kavakli devient le centre d'un canton au sein du département de Sliven. Rapidement après commencent les tensions entre la population grecque - majoritaire dans la ville - et la population bulgare. Kavakli y gagne l'appellation de bastion de l'hellénisme en Bulgarie. Simultanément, la ville se développe et s'affirme comme le centre administratif du massif du Sakar : en 1880 y sont créés un tribunal local (1er février) et un bureau de poste (1er août), l'année suivante y sont installées des lignes télégraphiques et téléphoniques. En 1885, la ville est intégrée, avec le reste de la Roumélie orientale, à la Principauté de Bulgarie.
En mai 1901, la ville est incluse dans le canton de Kazalagatch. Après 1906 et, surtout, en 1911, commence une émigration progressive de la population grecque de la ville. Après la Deuxième Guerre balkanique, le reste de la population grecque de la région part alors que celle-ci accueille des réfugiés venus du sud de la Thrace et sud-est de la Macédoine. Après la Première Guerre mondiale, le Traité de Neuilly et l'Accord Mollov-Kafandaris (1927), la composition ethnique de Kavakli change complètement : tous les Grecs quittent la région à destination de la Grèce et sont remplacés par des immigrés bulgares venant de Thrace Adrianopolitaine, de Thrace égéenne et une dizaine de familles venant de Macédoine égéenne. Dans la ville s'installe une grande partie de la population du village d'Enikoy (région d'Alexandroupoli) qui était spécialisé dans l'élevage de chameaux. Dans les années suivantes, l'arrivée des réfugiés de Thrace et de Macédoine transforme progressivement les environs de Kavakli en région spécialisée dans la production de tabac, l'élevage d'animaux et la culture de la vigne.
Par ordonnance n°3008, en date du 30 août 1934, Kavakli est renommé Topolovgrad et inclus, avec les environs d'Elkhovo, dans l'oblast (région) de Bourgas. Dans la seconde moitié des années 1930, la ville se modernise et s'équipe : en 1935 commence la création du jardin municipal, en 1936 est achevée la construction des halles et de l'église Svéta Bogoroditsa, les rues sont illuminées, la construction d'une nouvelle école commence en 1938, le tribunal local est réinstauré et il en est de même, l'année suivante, de la direction locale des impôts.
En mai 1945, Topolovgrad redevient le chef-lieu d'un canton, d'abord au sein de l'okrag de Yambol puis de l'okrag de Stara Zagora. En 1959 sont supprimés les cantons (okoliy) et Topolovgrad devient le centre d'une commune faisant partie de l'okrag de Stara Zagora. Le début des années 1950 marque le commencement de la construction à grande échelle et de l'embellissement de la ville : un hôpital est bâti en 1952, un nouveau tchitalichté est ouvert, la construction d'un réseau d'alimentation en eau potable débute en 1953, la ville est électrifiée en 1954, les premiers immeubles s'élèvent en 1964 ainsi qu'une usine d'instruments médicaux en 1967, l'entreprise Marbre et granit" est ouverte en 1973. Des Roms commencent à s'installer, à partir des années 1960, dans la ville basse et dans le hameau de Svéti Iliya. Malgré le développement des infrastructures et de l'emploi, la population - surtout les jeunes - quitte, dans les années 1970 et 1980, de plus en plus la ville pour s'installer dans les centres urbains plus importants tels Stara Zagora, Yambol, Khaskovo et Plovdiv. Ce processus se poursuit dans les années 2000.

## Galerie

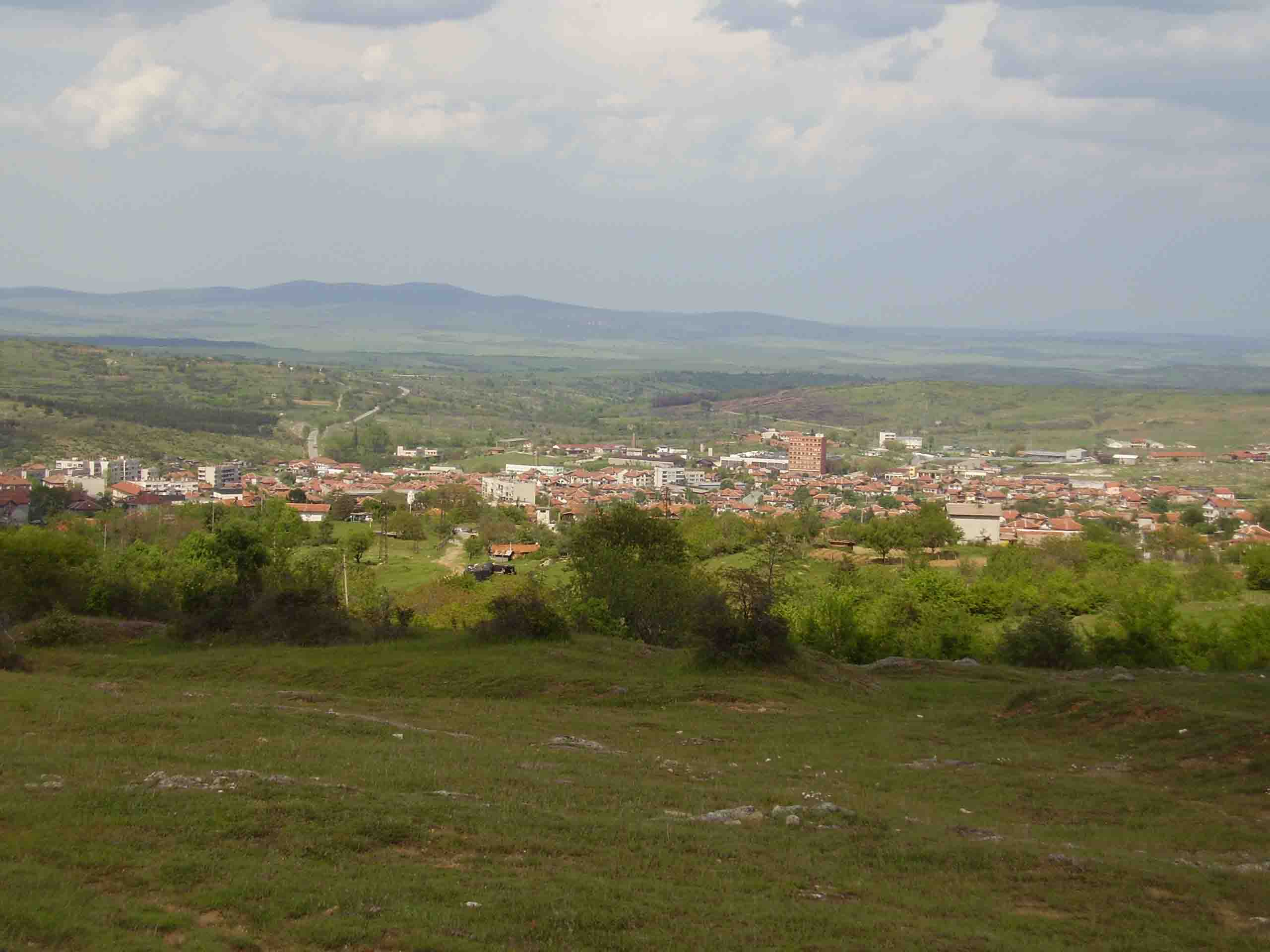
Vue de Topolovgrad depuis le massif du Sakar
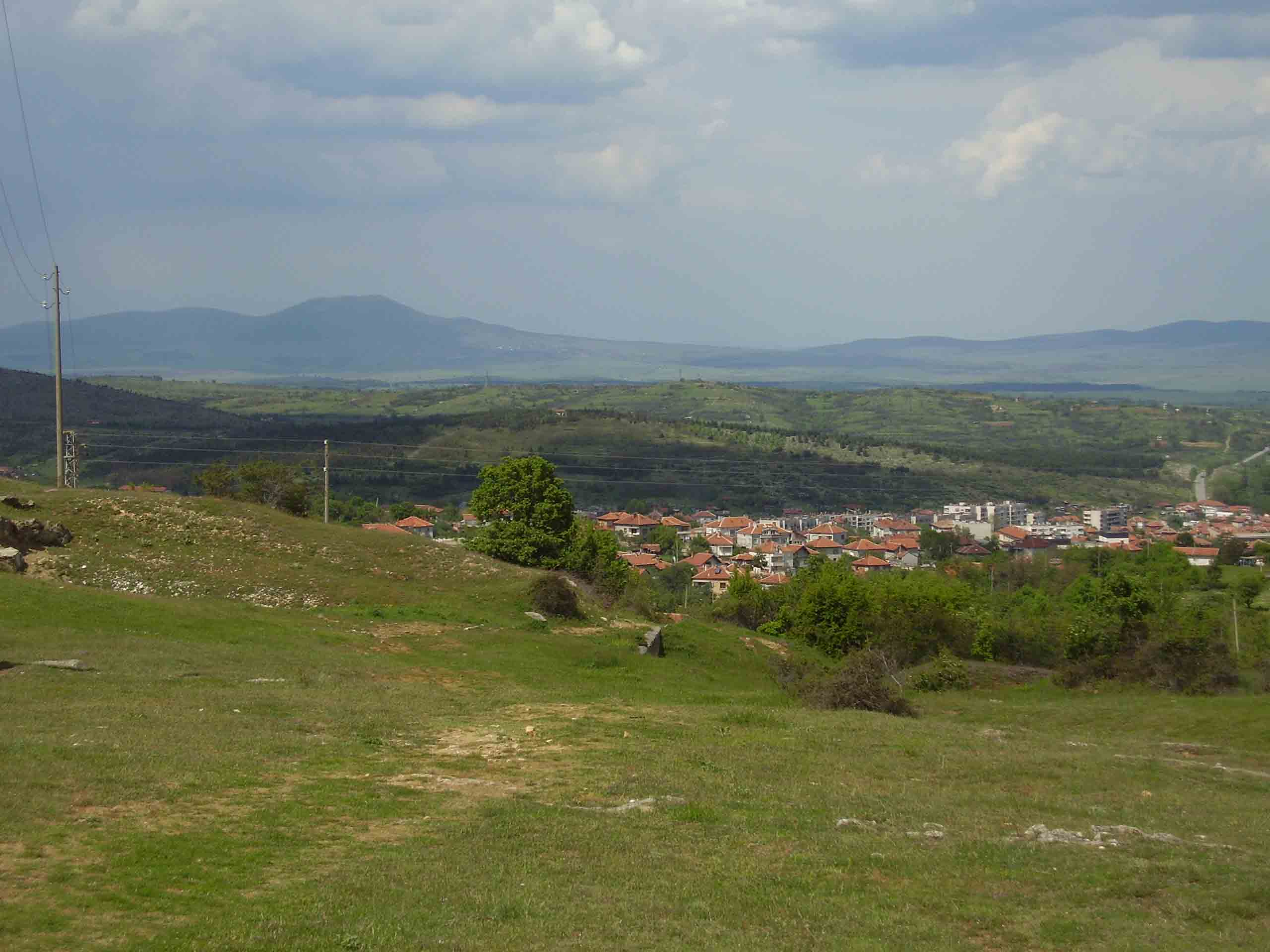
Vue de Topolovgrad en direction des hauteurs Manastirski
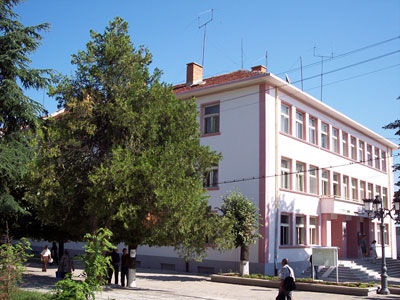
La mairie de Topolovgrad
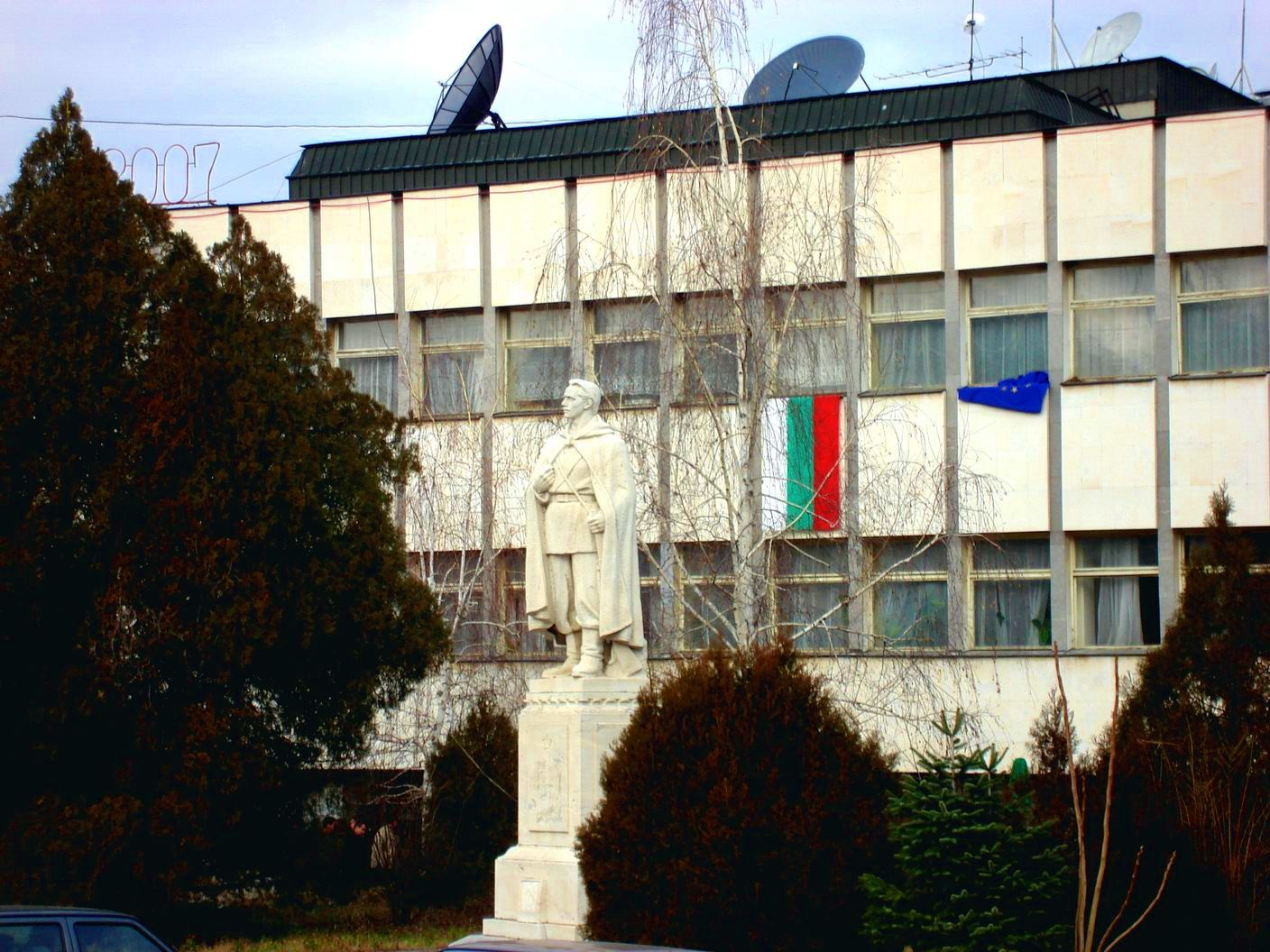
Le tchitalichté Svéti kiril i Métodii - 1894
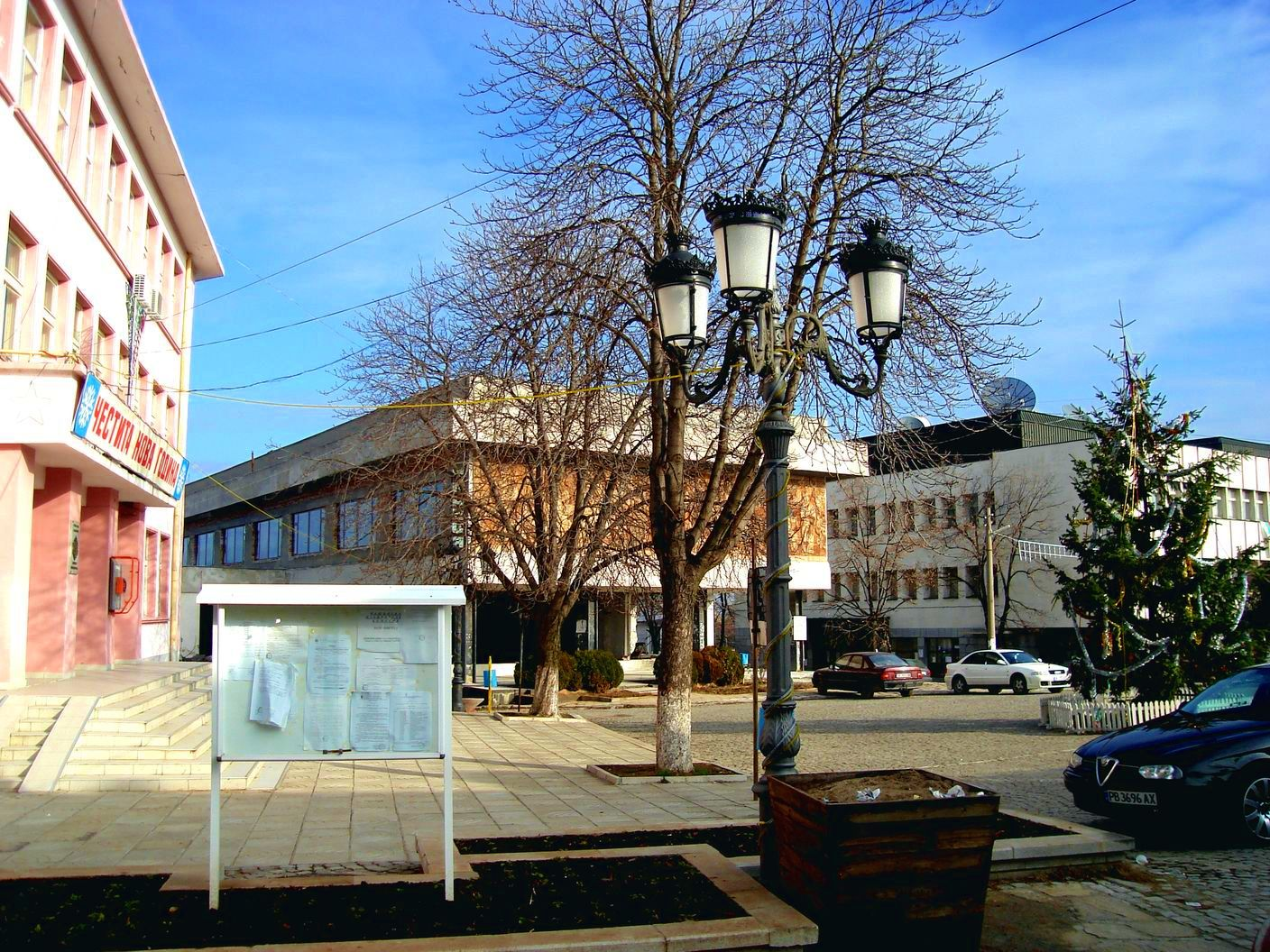
La place Osvobojdénié (place Libération)
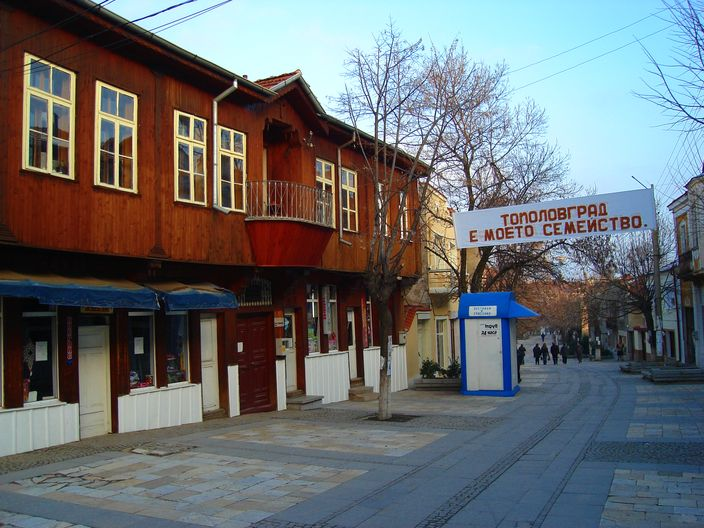
Vieille maison rénovée, de style traditionnel, dans la rue Balgaria
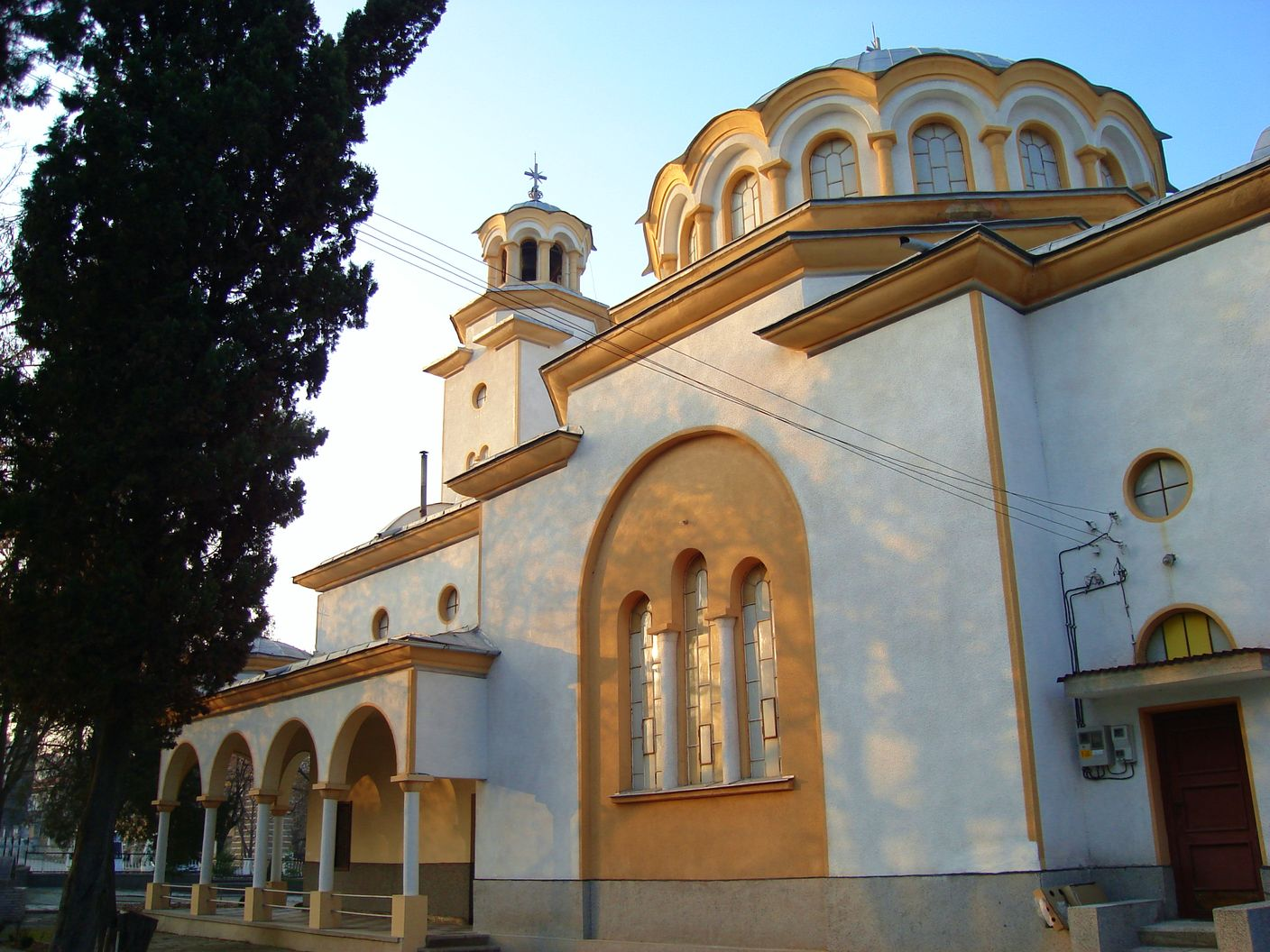
L'église Svéta Bogoroditsa (Sainte mère de Dieu).